# Montuy
Daniel Ponce Montuy, más conocido como Montuy (Frontera, Tabasco, 25 de octubre de 1925-13 de abril de 2005 Villahermosa, Tabasco, México), fue un prolífico y subversivo pintor y muralista mexicano perteneciente a la generación de muralistas mexicanos de la segunda mitad del siglo XX. Realizó más de 30 murales, entre ellos: La Rebeldía de los pueblos sojuzgados y A Pesar de todo (1985) en el Edificio de Gobierno, frente al emblemático Zócalo de la Ciudad de México.

## Semblanza
Montuy fue uno de los grandes exponentes del Muralismo Mexicano de la segunda mitad del siglo XX y uno de los más destacados pintores de caballete de Latinoamérica de esa generación, además de poeta y activista social y cultural (desde que participó activamente en las protestas del fatídico 2 de octubre de 1968). Montuy destacó inicialmente en pintura de caballete a finales de la década de los sesenta, para 1972 rápidamente pasó a realizar también murales comisionándosele los primeros dos en su natal Tabasco, estuvo activo hasta el 2005 (año de su fallecimiento). Realizó aproximadamente 32 murales entre la Ciudad de México, Tabasco y Coatzacoalcos, además de numerosas de obras de caballete de manufactura singular, de las cuales 30 importantes obras pictóricas se encuentran en Málaga, resguardadas en una colección privada, en España, las cuales constituyen el número más nutrido de obras de Montuy reunidas en una colección privada o pública.

## Profundos orígenes tabasqueños
Montuy nació en el puerto costero de Frontera, cerca de los humedales Tabasqueños, en el municipio de Centla en Tabasco, durante el segundo mandato gubernamental del autoritario y radical régimen ateísta de Tomás Garrido Canabal. El nacimiento de Montuy coincide casi con el estallido de la guerra Cristera en México, conflicto que a nivel nacional culminó en 1929, cuando Montuy tenía apenas 4 años de edad; sin embargo, Tabasco enclavado en el sur de México, el régimen ideológico de secularidad radical del socialista Tomás Garrido Canabal estaría apenas empezando.

La santería había sido devastada por el gobierno de don Tomás Garrido Canabal, insigne anticlerical que buscaba acabar con la supersticiones religiosas tan acendradas en la población indígena, pero sólo consiguió podar esas creencias para que renacieran con una fronda que antes no tenían.

El lugar donde nació Montuy, Frontera (en Centla), es desde tiempos remotos uno de los dos puertos más importantes y legendarios en Tabasco donde el Río Grijalva se entremezcla y desemboca al Golfo de México y a su vez al Atlántico el otro puerto es el de Paraíso, Tabasco.
Frontera además fue el lugar de entrada en el año 1519 de la agresiva colonización de Hernán Cortés, Zintla hoy Centla fue la primera ciudad prehispánica con la que tuvieron un enfrentamiento bélico los ibéricos, siendo un encuentro e inmediato conflicto entre dos emblemáticas culturas, la mesoamericana y la occidental.

Cortés llegó con sus bergantines (embarcación ligera y veloz, que traían adheridas a los 11 barcos) hasta la punta este de la desembocadura de El Palmar.

Fue en este lugar donde fueron repelidos hostilmente los ibéricos por los locales (los mayas-chontales actualmente empezados a llamar Yokot'anes), en este lugar se gestó el primer capítulo del sojuzgamiento del régimen colonial de Castilla y Aragón a los pueblos prehispánicos y donde se dio el primer enfrentamiento bélico: la Batalla de Centla la cual constituyó la primera derrota indígena, el ejército extranjero hizo uso de caballos cargados en los navíos, jinetes experimentados, armaduras y poderosas armas de fuego. En dicha batalla acaecieron de 700 a 800 nativos, mientras del bando ibérico solo hubo dos bajas y algunos heridos.
El bagaje del singular terruño de Montuy, sería parte de la columna vertebral de su obra artística ya asentada, donde abordaría temas relacionados con la reescritura prehispánica, la conquista, las intervenciones extranjeras, el sojuzgamiento, la esclavitud, las compras de títulos de nobleza de los nuevos ricos españoles en la Nueva España además del servilismo o la traición incluso del mexicano contemporáneo y la crítica a las sociedades sumamente consumistas carentes de cultura e inquietudes artísticas profundas.

Curiosa e inexplicablemente, mis tendencias desde niño, sin entrar en conflicto con la familia, simpatizaban con el espíritu de la Revolución, del que de alguna manera me enteraba en lecturas que llegaban a mis manos, las que desgraciadamente fueron muy pocas, porque en la familia no había libros, si acaso habían instrumentos musicales como el piano, el violín, la flauta, pero nada de libros.

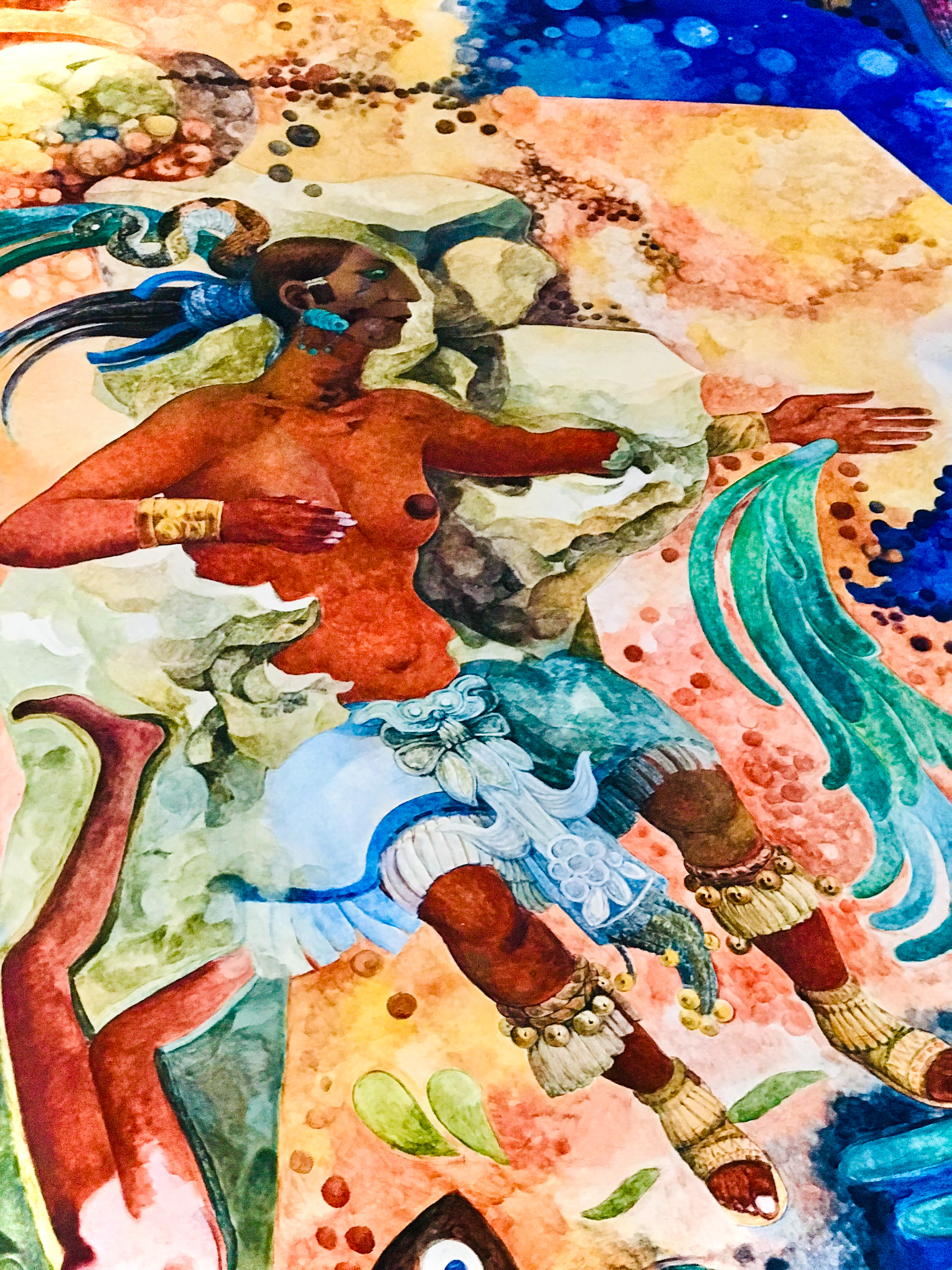
Fragmento del mural El nacimiento de la Conciencia del Universo, una diosa representada, Montuy.

Por ejemplo, de la batalla del Jahuactal de 1863 (acontecida en Cunduacán Tabasco) con la victoria Mexicana, se inspiraría para abordar los temas de las intervenciones no solo españolas, sino de las múltiples intervenciones posteriores francesas en México. El monumental mural: Heredarás el Universo es un ejemplo donde aborda la firma del polémico Tratado de Libre Comercio de América del Norte que amalgamó a México con los dos gigantes anglosajones de América del norte.
Montuy, en sus primeros años de enseñanza, recibe una educación primaria (básica) de corte religioso, a pesar de que su padre era de la estima del gobernante de Tabasco en aquellas épocas: el polémico Tomás Garrido Canabal.

Cuando en épocas de don Tomás Garrido Canabal, que sentía un gran aprecio por mi padre, la familia decidió enviarnos a mis hermanos y mis primos a estudiar a la Ciudad de México. Se nos decía que el gobierno nos perseguía por nuestra enseñanza religiosa, y obligó a la escuela a dejar sus magníficas instalaciones, para que a escondidas recibiéramos las clases en las casas de cada uno de nosotros, que se turnaban para recibirnos subrepticiamente, siempre con la amenaza de que podríamos ser apresados y sacrificados por un gobierno ateo, que imponía laicidad en la enseñanza primaria, lo que ahora se pretende revertir.

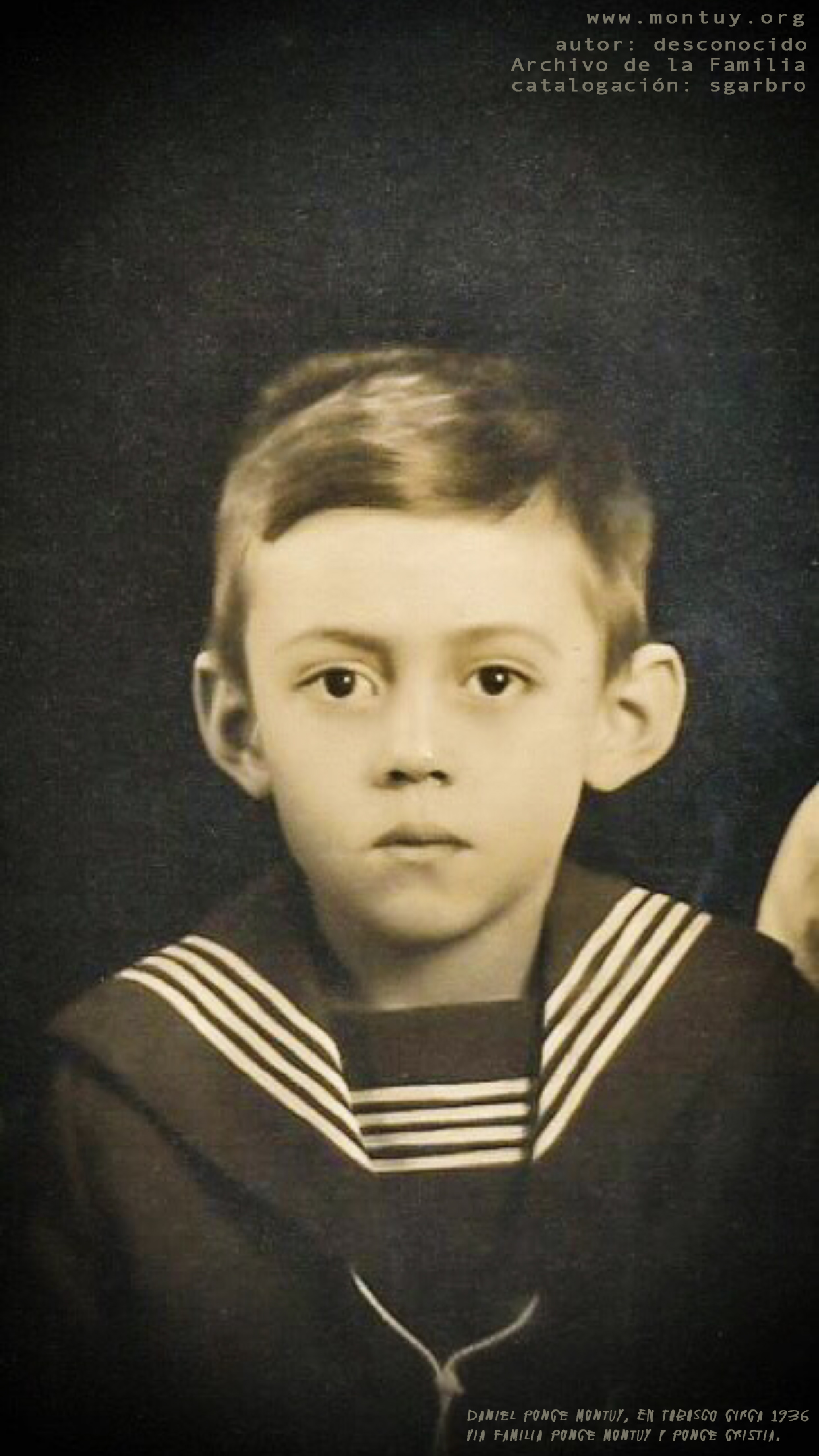
Montuy a los 6 años de edad aproximadamente. En Centla, Tabasco.

El padre de Montuy, Daniel Ponce Narváez, era un manufacturador y empresario de la industria de los jabones de barra, tenían dos líneas, una de uso de lujo y la de uso doméstico, fundó dos fábricas de jabones primeramente en Coatzacoalcos (Veracruz) y posteriormente en Frontera (Tabasco). Escoge una formación básica para sus hijos de corte religioso a pesar de la prohibición Garridista, cuando sus hijos no pueden ya recibir en domicilios particulares las clases, opta por mandarlos a la Ciudad de México. Esta afinidad del padre de Montuy con una formación básica se debió quizás al prestigio que detentan hasta hoy las escuelas privadas católicas en Tabasco, Yucatán o en la misma Ciudad de México a diferencia de las escuelas "de gobierno" la educación básica en México sigue siendo hasta hoy en día similar a la que a Montuy le tocó vivir en sus primeros años, de grandes brechas entre la formación básica privada y la pública.

## Infancia y adolescencia, intermitencias.

### Entre la Ciudad de México y Coatzacoalcos y regreso a la Ciudad de México
La familia Ponce-Montuy decide enviar a los hermanos de Montuy y a sus primos a estudiar en una escuela de padres Maristas a la Ciudad de México, a pesar de los buenos términos que tenía su padre con don Tomás Garrido Canabal.

Por el deseo de mis padres, para recibir una educación de mejor nivel, se me separó de ellos a los siete años, lo que resentí mucho, pero que a final de cuentas conforma mi estructura.

Sin embargo tardaría poco en esta intermitencia en la capital y sería enviado esta vez a Coatzacoalcos, Veracruz, lugar donde su padre tenía la otra fábrica de jabones. Se dice que Daniel Ponce Narváez padre de Montuy llegó a contar con vagones de trenes para la distribución de su jabón a nivel regional y nacional. Sin embargo, con la llegada del "jabón en polvo", decidió no continuar y con ello vender, pues su producción siempre fue la presentación en barra. Después de haber estado dos años sin formación religiosa educativa en Coatzacoalcos y estudiado en una escuela laica, lo envían de regreso a la Ciudad de México.

No recuerdo las circunstancias por las que mis padres me transfirieron de regreso a la hoy floreciente ciudad de Coatzacoalcos, Veracruz… Y transcurridos dos años regresé a la escuela en la capital de la República.

Así pues, a Montuy lo mandan en 1932 a la capital para recibir una mejor formación, y lo inscriben en una escuela marista que posteriormente será el Liceo Francés de la Ciudad de México. Es durante su adolescencia que recibe clases de historia en uno de estos colegios. Una de las personas que detectará su talento temprano de dibujante y desarrollará la pasión de Montuy por la historia será el llamado poeta de América: Carlos Pellicer Cámara, el cual, para poder mantener su vida de poeta, su pasión arqueológica y dedicarse a su formación museística, se dedicaba a la docencia, fungiendo de figura inspiracional para Montuy.

Esta época de su adolescencia transcurrió durante la Segunda Guerra Mundial de 1939 a 1945, y él hasta julio del 41, estudiaba en un Liceo Francés, tenía separados a los franceses de los mexicanos, y a éstos últimos a pesar de que sus familiares eran prominentes personajes de la época, se les discriminaba sutilmente, pero se daba la existencia de un trato diferente entre el alumnado según su origen, y a Montuy le tocó la cola por el juicio que de su persona que supuestamente aparte de ser "veracruzano", era huérfano (ya que vivía con su abuela y tías).

Montuy que se consideraba totalmente autodidacta, pues nunca tuvo maestros que lo adiestrasen en técnicas de dibujo y composición, su única influencia fue ver a sus compañeros dibujar mejor que él y ser contagiado por el ímpetu de Carlos Pellicer Cámara.

Fue hasta la Secundaria, cuando espontáneamente, di salida a mi capacidad en el dibujo, haciendo caricaturas de mis maestros, lo que al final de cuentas motivó mi expulsión, porque mis dibujos eran cáusticos y molestos, pero que se acercaban mucho a la realidad de carácter de mis dibujados.

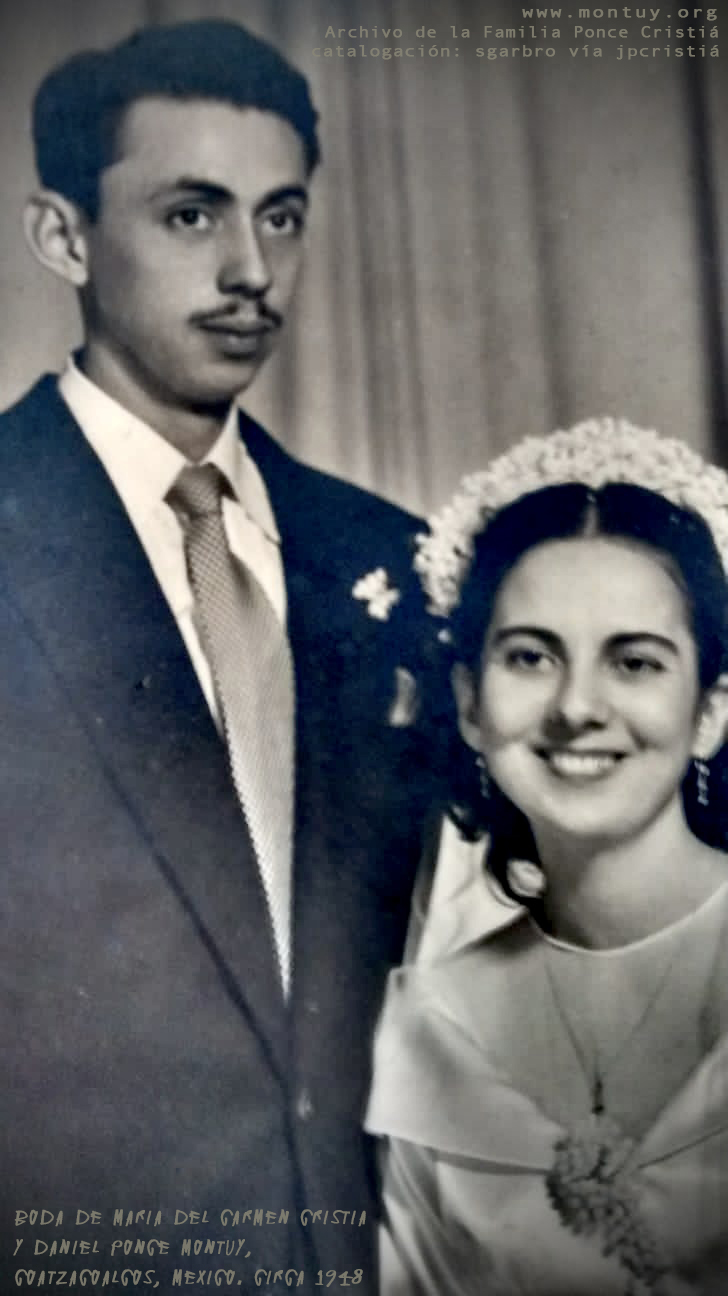
Boda de Daniel Ponce Montuy con María del Carmen Cristiá

Montuy no siguió estudiando y no se inscribió a una universidad, pero era ávido consumidor cultural, lector de libros y se enfrascaba en pláticas elocuentes. Conoció a su esposa de toda la vida: María del Carmen Cristiá en Coatzacoalcos, Veracruz y a pesar de que la familia Ponce-Montuy se oponía al matrimonio, Montuy lograría desposarse con la persona que lo acompañaría y apoyaría durante 55 años de su azarosa vida.
Por esta oposición, al pasarse de lleno, a la edad 43 años a la pintura y forjar una carrera como artista, al ser respaldado por su esposa y al haber sido encausado y sensibilizado por su madre a edad temprana, toma con cierta rebeldía y orgullo el apellido «Montuy» de su madre, en lugar del de su padre: Ponce, a como se acostumbra siempre en México.
En una cita de su libro: Heredarás el Universo el cual es narrado en partes en tercera persona nos cuenta:

Salir de la tutela de su abuela y de sus tías solteras, para volver al seno familiar de su padre y de su madre, resultó un cambio fundamental en su vida, y aunque no volvió al colegio, porque lo consideraban un apestado, disfrutó al menos de la amistad de amigos que a través de los años conserva fielmente. En ese momento Montuy considera que fue la época de su verdadero nacimiento... Y lo anterior fue tan sólo una amarga gestación.

## Caricaturista de la historieta Chanoc
Montuy, antes de convertirse en pintor y muralista, exploró diferentes medios tales como el diseño, en específico el cómic por medio del dibujo y la ilustración, esto para la famosa historieta mexicana Chanoc, la cual fue fundada en 1959 por un paisano de Montuy, el también fronterizo Ángel Mora Suárez (1925-2017), el bocetar e ilustrar tantas viñetas, debió servirle de gran entrenamiento para su soltura de mano que luego se vería reflejada en sus trazos futuros en su obra mural (muy magistralmente prolija y atiborrada de personajes y de gran movimiento).

En 1959, Ángel Mora creó el personaje de Chanoc (hombre rojo, en maya), a partir de guiones de Martín de Lucenay, quien murió luego de realizar unas 20 entregas del personaje. Entonces entró a la publicación Pedro Zapiáin, cuyas historias se acoplaron con el estilo dinámico del tabasqueño. Escritor y dibujante solían viajar juntos por las selvas mexicanas de Veracruz, Tabasco y Chiapas para obtener ideas y documentación que dieran validez a sus relatos. Chanoc es un pescador y aventurero de corazón que siempre está acompañado por su padrino Tsekub Baloyán, quien solía apodarlo como “Cachorro” mientras trata de orientarlo por el buen camino, aunque siempre es él quien termina siendo salvado.

Sin embargo, hasta el momento no se sabe específicamente de qué año a qué año elaboró los volúmenes de Chanoc Montuy, quien debió firmar como León Montuy o dársele el crédito editorial por su nombre completo.

## Participación en El 68 en la Ciudad de México
Montuy perteneció a la generación del 68, a pesar de que para la fatídica fecha, él tenía 42 años cumplidos, estaba casado, era padre de familia y tenía tres hijos adolescentes, durante esa época estuvo muy activo en las movilizaciones estudiantiles que se hicieron acompañar de otros gremios y que en ocasiones adherían simpatizantes de otras generaciones, apelaban a su vez a otras esferas de la sociedad cultural, y la política mexicana y a movimientos de trabajadores.
Para el efervescente año de 1968, Montuy vivía con su familia en la Ciudad de México y no dudó en asistir a diversas protestas, como la toma de la Ciudad Universitaria el 18 de septiembre, justo en este año empezaba a pintar sus primeras obras las que realizó sin olvidar su papel propagandístico-activista, asistió a la manifestación de Tlatelolco con una pintura a la cual le sujetó un asta en la parte trasera para portarla como estandarte y le escribió una singular leyenda. Esta escena sería captada por un fotógrafo que publicaría dicha imagen en el periódico amarillista Alarma! fue tomada momentos antes del ataque repentino de los integrantes del llamado Batallón Olimpia quienes portaban guantes blancos en su mano izquierda como distintivo.

Posterior a los acontecimientos de la matanza del 2 de octubre en Tlatelolco, en donde estuve presente y a punto de ser muerto, con mis tres hijos menores de edad. Entonces portaba yo un cuadro de mis primeras obras, que quedó destruido en la avalancha humana, durante la masacre y que al reverso decía: "Mi esposa no vino, porque está enferma, pero vinieron mis hijos".

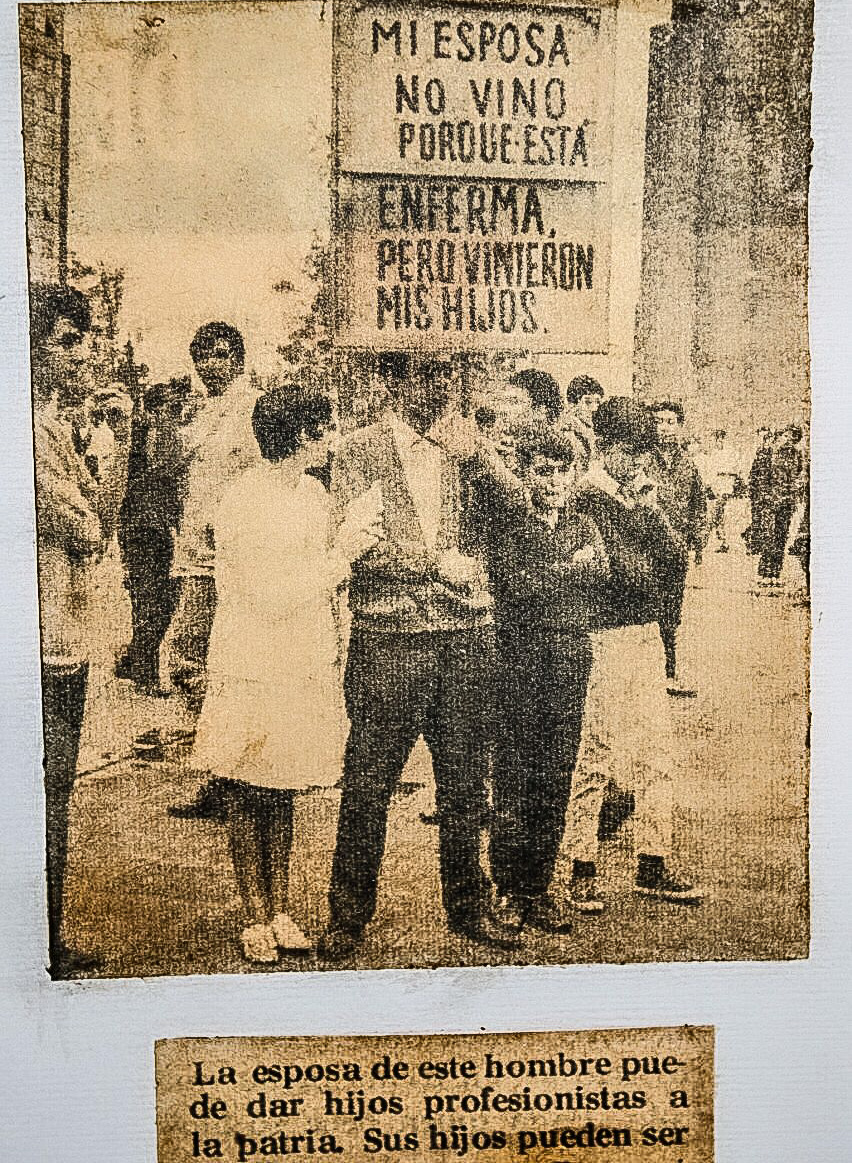
Montuy y sus tres hijos, 2 de octubre de 1968, en la Plaza de las Tres Culturas en Tlatelolco.

Este evento y este año de agitación no solo en México sino en todo el mundo, pero con tintes más sangrientos para México, marcaría con justa razón su obra protestataria para toda su vida, evitaría a toda costa ser un pintor complaciente con el régimen oficialista.
De 1969 es la obra de caballete Guerreros cósmicos, una de las más tempranas, por razones enigmáticas al principio de su quehacer artístico, varias obras de caballete de Montuy serían destruidas, por ejemplo la prematura obra: Eclipse I fue una de los primeros óleos que Montuy logró vender, sin embargo la misma noche de su venta, sería destruida por el comprador de dicha pintura, quien había pagado el doble de lo que Montuy modestamente le ofertó, el comprador al observarla después de una cena donde agasajó a Montuy, al despedirlo, quedó observando la pintura, pensó ver en ella una manifestación de banderas en la Plaza Roja de Moscú y la cara de Lenin (a quien aborrecía) que emergía hipnóticamente de un puma que con los ojos seguía al espectador a donde quiera que se situara.
Sin embargo esta obra rehecha en Eclipse II, que hasta ahora solo hay una reproducción en blanco y negro que proviene de una de las páginas de su libro, lo que podemos observar, parece más de manufactura a: Desnudo bajando una escalera nº2 de Marcel Duchamp o a los óvalos y abstracciones geométricas de Kandinsky en una especie de abstracción lírica o incluso a Canción de amor de Giorgio de Chirico que se caracterizaba por realizar pinturas metafísicas.
Tras este incidente que dejó traumatizado a Montuy, al ver su pintura destruida y desgarrada y, tras analizarlas concienzudamente con el exasperado comprador y demostrándole que no había alusión a tales elementos, este se la encargaría a que la volviera a hacer totalmente, y así tuvo que repetirla llamándola Eclipse II; Montuy se lamentaría por haber accedido a rehacerla por urgencias económicas, esta obra se exhibiría en la exposición de 1971 del Palacio de Bellas Artes, en calidad de prestada.
Montuy en adelante se decantaría en toda su obra por la figuración y abandonaría lo metafísico y los acercamientos a los ismos europeos y abstracciones geométricas líricas, este incidente demuestra sin embargo, lo que en adelante declararía Carlos Pellicer Cámara: Montuy pinta de tres o cuatro maneras diferentes, en todas acierta.

## Sus primeras obras de caballete y la exposición en el Palacio de Bellas Artes en 1971
En agosto de 1971 Carlos Pellicer Cámara organizó fungiendo como directivo del área de exposiciones en el Palacio de Bellas Artes: Tres artistas tabasqueños en una de las salas expositivas del Palacio de Bellas Artes, el Salón Verde, los que introdujo en la capital eran: Heberto Hernández Triano, Miguel Ángel Gómez Ventura (acuarelista) y Daniel Ponce Montuy, que en esas fechas aún firmaba y sea hacía llamar artísticamente como: León Montuy, Montuy que quien para esas fechas, aun no acometía obras murales expuso esencialmente obra de caballete.

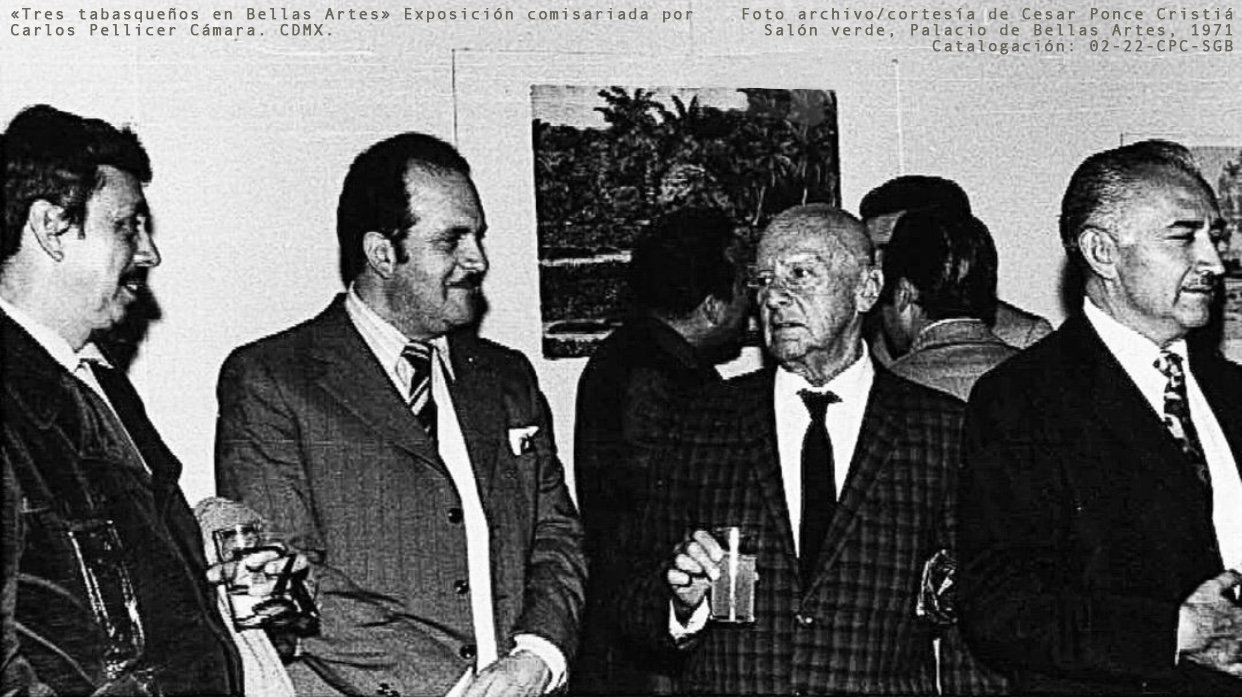
Montuy a la izquierda y de perfil, Carlos Pellicer Cámara en medio de corbata y con vaso, el acuarelista tabasqueño Miguel A. Gómez Ventura a la derecha.

Pellicer se congratula que con los tres, "Tabasco se presenta por primera vez en (el palacio de) Bellas Artes".
Al respecto de la obra de Montuy, Carlos Pellicer dijo:

Montuy pinta de tres o cuatro maneras diferentes. En todas acierta. Tiene personalidad y desarrolla con indudable talento. Lo poético de su obra es el testimonio de que se trata de un artista notable. Ternura y violencia: tabasqueño.

A raíz de esta exposición, Montuy pudo promover su obra, la cual fue visitada por el entonces Gobernador de Tabasco: Mario Trujillo García, quien apenas iniciaba su administración, a pesar de ser del partido político del PRI y Montuy nunca fue simpatizante ni militante priísta (el partido hegemónico de México y de Tabasco), Trujillo supo reconocer sus capacidades de artista y a partir de aquí, se le comisionarían sus primeros murales.

## Primeras comisiones de murales en Tabasco y en México 1972-1980
Las primeras comisiones de obra mural de Montuy fueron en su natal Tabasco, y tras exponer en 1971 en el Salón Verde del Palacio de Bellas Artes, posteriormente se trasladó a Tabasco por invitación del gobernador Mario Trujillo García, quien visitó la exposición en la Ciudad de México por invitación de Carlos Pellicer Cámara, así Trujillo le encomienda y anima a Montuy a realizar sus primeras dos piezas murales las cuales serían: "La Educación a través de la Revolución y Nuestro Derecho Cósmico a Protestar. Estos murales los realizó en su taller de la Colonia Roma, en Colima 315, y las traslado a Tabasco por vía terrestre.
De la primera pieza hay dos testimonios interesantes, uno de Montuy y sus memorias: Heredarás el Universo.

Esta segunda obra [La Educación a través de la Revolución] tiene una historia especial. Al cambio del gobierno quedó empacado, y pasado el tiempo Andrés Manuel López Obrador, a la sazón Director del Instituto Nacional Indigenista en Tabasco lo pidió para el edificio que ocupa el Instituto en Tucta, Nacajuca, y para transportarlo lo partieron salvajemente por la mitad, y semidestrozado fue colocado en el lugar a donde posteriormente se me invitó para que yo lo rehiciera, y el Secretario de López Obrador me puso al corriente de quién se trataba y de su interés por ser candidato a la gubernatura del estado. Con mi intervención López Obrador fue nombrado candidato a la gubernatura del Estado de Tabasco, por el Frente Amplio que se constituyó en apoyo de [Cuauhtémoc] Cárdenas, y aunque no ganó fue el inicio de lo que sería después el dolor de cabeza que es hasta hoy para el PRI, el PRD en Tabasco, aunque yo no soy perredista.

y el otro proviene del propio Andrés Manuel López Obrador, de su libro: Esto soy.

El mural del pintor Montuy que todavía está en las instalaciones del Instituto Nacional Indigenista (INI [hoy INPI]), es de esa época [1977]. Estaba arrumbado en una bodega del gobierno del estado y se colocó.

## Murales en la Ciudad de México y los dos Murales del Zócalo (en 1973-1989)
La mayoría de los murales de Montuy se encuentran en la delegación Venustiano Carranza, destaca un cuadríptico semi-suspendido en el techo que se encuentra ubicado en el Edificio de la Alcaldía Venustiano Carranza el cual contiene los murales:
La lucha de los contrarios (también llamado El Canto del Cisne), América en llamas, Dadme una palanca y destruiré al Mundo y Quienes somos la jauría.
También destaca el mural La Noche del Jaguar, ubicado en la Biblioteca Enrique Ramírez y Ramírez (actualmente: Casa de Cultura del mismo nombre). Sin embargo los murales se encuentran en estado crítico, ya que no han sido restaurados ni monitoreados desde hace 40 años. Este último peligra ya que está sin postes para delimitar espacios y se encuentra al alcance de los usuarios y del tráfico del inmueble.
Pasando a los dos murales más emblemáticos de Montuy en la Ciudad de México, por su ubicación, los murales del Zócalo capitalino, los pintó entre 1983 y 1985, cuando regresó a retocarlos por los estragos del sismo que azotó la Ciudad de México en septiembre de 1985.
Se titulan: La Rebeldía de los pueblos Sojuzgados y A pesar de todo, al respecto a los murales esto es lo que se dijo en su libro Heredarás el Universo:

En esta obra Montuy no se refiere única y exclusivamente al drama de la conquista del México Antiguo, por los españoles, sino que nos plantea el verdadero espíritu del sometimiento de unos pueblos por otros, igual que lo fue por parte de los aztecas en épocas anteriores con otras naciones y establece un paralelismo entre ellos y el pueblo español, el que a su vez, era tan solo, un instrumento de conquista a manos de una monarquía voraz que a la sazón buscaba imponer su hegemonía en la misma Europa.

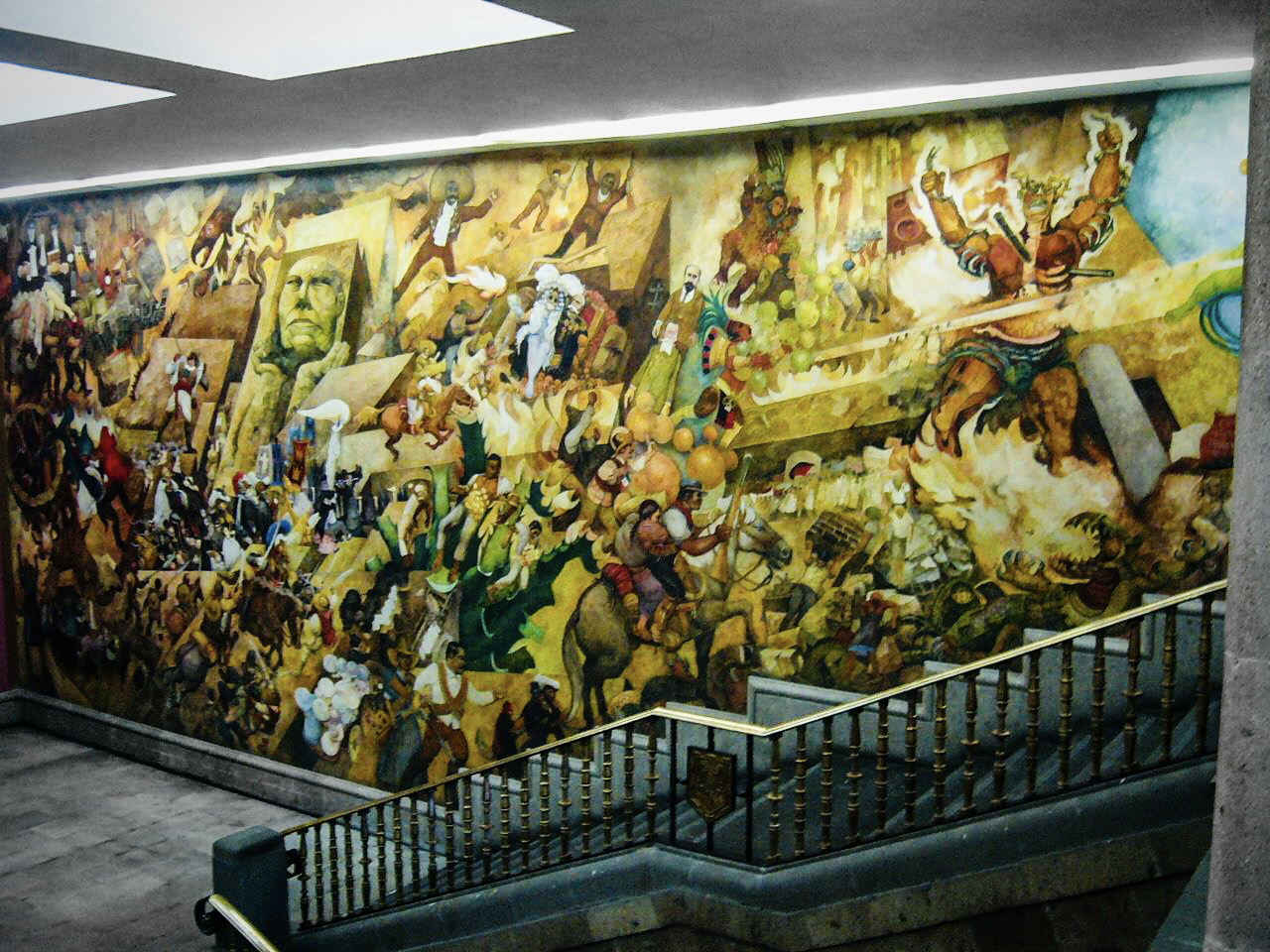
A pesar de todo, mural monumental de Montuy en el Edificio de Gobierno de la Ciudad de México (antigua regencia).

De los siete murales en la Ciudad de México estos dos son los que se encuentran en mejores condiciones, ya que el inmueble es un lugar atendido y que está en constante mantenimiento. Aparte de tener como promotor a Carlos Pellicer Cámara, fue durante la etapa que pintó Montuy los murales de la delegación Venustiano Carranza, cuando quien era su galerista, la señora Yolanda Canovi, llevó con insistencia a Angélica Arenal (viuda de David Alfaro Siqueiros) quien estaba reacia a ver los murales y a conocer la obra del artista (quien era su paisano) pero a quien no conocía por haber Angélica Arenal dejado Tabasco desde edad muy temprana, una vez que conoció Doña Angélica la obra de Montuy, nunca dejó de promoverla y de alentar a Montuy.

Doña Angélica Arenal Viuda del maestro David Alfaro Siqueiros, creyó profundamente en mí y llegó a pedir al Presidente de la República, que se me diera oportunidad para pintar obra mural en México, solicitud de la cual nada contestó el gobierno de Miguel de la Madrid Hurtado, pero curiosamente fue él quien inauguró mi obra mural en el Antiguo Edificio donde radicaba la Regencia de la Ciudad de México, y que estuvo a punto de desaparecer con los terremotos de 1985.

## Los ochenta: Exposiciones en el sur de los Estados Unidos
El galerista de Montuy: el español naturalizado mexicano: Roberto Fernández-Bouzas decide llevar la obra de Montuy de su propiedad (42 obras de caballete de diversos temas y formatos) para exponerla y presentarla al gran público de los Estados Unidos en el año de 1982, primero en San Diego, California en el Hotel Hilton, de donde se dice que la obra fue bajada con protestas porque la consideraron subversiva e hiriente, Fernández Bouzas no se desanimó y la siguió promoviendo, esta vez En San Antonio, Texas, en la Audrey Taylor Gallery, en donde al fin pudo conseguir gran éxito y estima, esto motivó que regresara la obra de gira en dos ocasiones más en la galería del College of Arts & Sciences en la Texas Southern University donde pudo ser valorada y puesta en estima, donde incluso Montuy renuente a salir del país, visitó dichas exposiciones e intercambio impresiones con algunos catedráticos y doctores, e incluso habló en algunas de ellas.
Posteriormente las obras son embodegadas en un depósito de pinturas especializado, por unos cinco años aproximadamente, antes de que su antiguo dueño considerara llevarlas de gira para Europa, lo que ocasionaría a la postre graves problemas a dicho lote de pinturas, pero nutriría la historia del que se convertiría en un mítico y controversial lote.

## El periodo para Tabasco, su regreso al trópico en 1990-2005
En el año de 1990 Montuy regresa definitivamente a su natal Tabasco, no regresaría nunca a residir permanentemente a la Ciudad de México que fue su lugar de residencia por más de cinco décadas, en Tabasco permanecería durante los últimos 15 años de su vida, dedicándole un importantísimo legado de murales al Estado Sureño de altas temperaturas que se caracteriza por su humedad extrema.
En esta etapa empezó pintando una epopeya épica, el mural monumental: Heredarás el Universo, en la Cámara Local de Diputados, alternándolo con el místico mural El nacimiento de la conciencia del Universo, posteriormente realizó uno de más pequeñas dimensiones: La libertad de expresión y los perros de la ira, para seguirle con la proeza de cinco paneles en el Planetario de Tabasco 2000 donde plasmó Magia e Historia del universo Maya precolombino de más de 600 metros cuadrados y, finalmente, dos años antes de su muerte, realizó en la Universidad Juárez Autónoma de Tabasco La lucha por la integración de la unidad nacional y la supervivencia de nuestro universo.
Montuy pasó esos años ideando técnicas de impermeabilización de paredes y perfeccionado su técnica de preparación de paneles para sus murales. Sin embargo Montuy se encontraría extrañamientos y desconocimiento respecto a su obra artística, aunado a los bajos presupuestos y la debacle de la cultura en Tabasco, que hasta finales de los ochenta se había destacado por ser un estado con administraciones gubernamentales pro-cultura y pro-artes. Prácticamente toda la década de los noventa y de los años 2000-2005, se caracterizó por desdenes y subestimaciones gubernamentales para las artes, hasta el día de hoy Tabasco adolece de políticas responsables y visionarias para el arte y la cultura, el deterioro y desaparición de los murales de Montuy y el riesgo constante que presentan muchos que están aún en pie de milagro, son prueba fehaciente de ello.

## Últimos años, testamento artístico, libro:Heredarás el Universoy fallecimiento en 2005
Montuy fallece de forma inesperada el 13 de abril de 2005, por un padecimiento crónico, sin embargo un año antes logró publicar su libro Heredarás el Universo (de 264 páginas) en el año 2004, en el cual cuenta sus memorias y muestra gran parte de su obra mural y pinturas de caballete, narra anécdotas, repasa ligeramente sus orígenes, y donde tienen presencia sus dos últimos y entrañables amigos y secuaces que lo acompañaron en sus últimos años en Tabasco: Domingo y Néstor, mencionados reiteradamente en sus memorias.
Fue incinerado y dio instrucciones que sus cenizas fueran vertidas en el río Usumacinta, en su natal Frontera, muy cerca de los humedales y pantanos de Centla.

## Paréntesis de olvidos de Montuy
Después de la muerte de Montuy, su obra permanece en los muros de los edificios públicos de México y de Tabasco, de los cuales muchos de estos han estado semicerrados, con poca afluencia de visitantes, han sufrido modificaciones o han sido demolidos, la muerte del maestro Montuy inesperada a pesar de su avanzada edad pues se encontraba en activo, dejó decenas de bocetos de proyectos murales por realizar, mas no instrucciones precisas para la curaduría, promoción y conservación de su obra y su legado artístico. Así pues, transcurrieron varias décadas de relego, hasta que en el año 2021, su amigo y colaborador: Julio Carrasco Bretón, saca un llamamiento periodístico en circulación nacional en México, donde pide la repatriación del importantísimo  lote de pinturas (28 de 30) que se encuentra en Málaga, España.

Carrasco Bretón también cuenta que el destino de este conjunto de obras ha sido peculiar y que pudo tener una suerte distinta. La historia no es del todo clara, pero se sabe que, en 1990, el artista envió 42 óleos y acuarelas a una exposición itinerante en España. Sin embargo, éstas no llegaron al aeropuerto de Barajas, como estaba previsto, sino a Málaga y ahí todo se complicó, debido a un desacierto por parte de quien trasladaba las piezas.

El lote de las 30 pinturas, se trata del mismo que se expuso en los Estados Unidos (integrado originalmente por 42 obras) y el mismo que permaneció guardado 5 años en un depósito de pinturas en dicho país.

En aquel momento se descubrió (Daniel como le dice familiarmente a Montuy, Carrasco Bretón) que, de las 42 obras enviadas a Madrid, sólo 30 llegaron a la subasta, por lo que 12 se dieron por perdidas. ¿Por qué México no recuperó las piezas?, se le pregunta a Carrasco. “Lo intentó su familia, uno de sus hijos, pero encontraron oídos sordos. Esas piezas iban a una itinerancia, quedaron embaladas y para traerlas a México había que pagar una multa”.

A finales de la primera década de los dieces de este siglo, Carrasco Bretón (muralista y pintor mexicano) que reside en Francia aprovechó su localización para ir a ver personalmente las pinturas de caballete a la misma Málaga, ahí quedó impresionado de aquel hallazgo que está aun en manos de los coleccionistas admiradores de la obra de Montuy, a quienes Carrasco Bretón sumó como amigos, y a quienes Montuy también los había incluido en su círculo de amistades aunque nunca se llegaran a ver, por la avanzada edad del maestro y su imposibilidad por viajar a Europa por las comisiones murales que estaba acometiendo.

## Obras de caballete reencontradas en Europa, intentos de repatriación a México
En el año 2000, el 25 de octubre, Montuy que se encontraba residiendo en el hotel Cencali de Villahermosa, donde extendía los muros del mural: El nacimiento de la Conciencia del Universo, o acometiendo otros murales como los del Planetario Tabasco 2000: Magia e Historia del Universo Maya precolombino, recibe una llamada proveniente de España, de Málaga. Era justo el día de su cumpleaños, se trataba de una coleccionista de pinturas malagueña que dijo estarle buscando afanosamente por siete años hasta que dio con el pintor, quien se trataba nada mas y nada menos que de un tabasqueño y el autor de varias pinturas que ella tenía en su colección particular y la de su esposo, las cuales habían apreciado desde que las tuvieron en sus manos, sin saber de quién eran.

¿Cómo ubicó al artista? “Fui a muchos sitios. Empecé en España, aunque este tipo de pintura se da poco por aquí. Tengo libros de arte y pensé que era de la escuela de David Alfaro Siqueiros, pero la única pista era la firma: Montuy”.

Montuy quien consideraba que el lote total de pinturas se había perdido para siempre o habían sido destruidas a propósito, se alegra de saber que hay algunas pinturas que sobrevivieron a una incautación por parte de la aduana de Málaga y a unos impuestos que no fueron liberados por parte de su antiguo dueño, el ex galerista de Montuy: Roberto Fernández-Bouzas, esto ocurrió cuando en 1990 Fernández Bouzas decide llevar el lote a Madrid para una exposición itinerante, sin embargo se comete un error al escoger el medio de transporte de las obras, las cuales fueron enviadas por barco en lugar que por avión, estos quizás para ahorrarse costes de transporte.
Por esta tardanza en época que aun no había métodos de rastreos en línea, la obra queda varada en el puerto de Málaga y nunca llega a Madrid a la exposición itinerante, la cual no se sabe a ciencia cierta de qué exposición se trataba. Tampoco se sabe las razones por las cuales la institución y el sector artístico Madrileño no protestó o medió para la liberación de las obras.
Las obras quedaron tres años abandonadas a su suerte en la aduana, por lo que en el año de 1993, al no ser liberadas salen a subasta pública algunas, y es donde las adquiere los coleccionistas Ortega-Utrera (aunque posteriormente rastrearían en la misma Málaga algunas obras más). Sin embargo al día de hoy de aquel lote de 42 pinturas que hicieron gira en el sur de los Estados Unidos, e intentaron irrumpir en la escena artística madrileña sin llegar a su destino, solo se han conseguido rastrear y reunir 30 y aun hay 12 pinturas perdidas y sin saber si aún existen. El gobierno de México no ha intervenido ni en la repatriación de ese lote histórico ni en la localización de las 12 pinturas perdidas.

Cuando mi marido compró los cuadros no le dieron ninguna información. Sólo se los vendieron, pero sabía que se trataba de un pedazo de artista por la forma de su trazo y su expresividad.

## Intentos de Declaratoria de Monumento Artístico para toda la obra mural y de caballete de Montuy
En el año 2022, el 19 de agosto se emite una solicitud de declaratoria para toda la obra mural y de caballete de Montuy, documento el cual se firmó por un grupo de amigos y promotores de Montuy, incluyendo su hija: Juanita Ponce Cristiá, sin embargo el gobierno actual de México ni la Secretaría de Cultura han dicho si van a otorgar esta declaratoria o no.
La declaratoria tiene como finalidad proteger los murales de Montuy ya que al ser emitida activaría su inmediata conservación.

## Exposiciones póstumas en Málaga
La obra de Montuy ha sido expuesta tres veces en Málaga, la primera en una exposición colectiva, la segunda en una galería privada y la tercera y última en el año 2017, En la Sociedad Económica de Amigos del País de Málaga, fue una exposición gratuita curada por José María Ruiz Povedano, la muestra fue patrocinada por el Área de Cultura del Ayuntamiento de Málaga e inaugurada por Francisco de la Torre Prados el Alcalde de Málaga y la concejala de cultura de Málaga: Gemma del Corral. La muestra duró un mes, se expusieron las treinta obras de la colección Ortega-Utrera en su totalidad, desde que fueron expuestas las pinturas en la década de los ochenta en el sur de los Estados Unidos, cuando aun eran propiedad del galerista Roberto Fernández Bouzas.
- En 2008, en el Colegio  Oficial de Médicos de Málaga.
- En 2017, La Sociedad Económica de Amigos del País frente a la plaza de la Constitución.
- En la galería Cartel (de Manuel Ortega Arteaga) de la calle Cortina del Muelle.

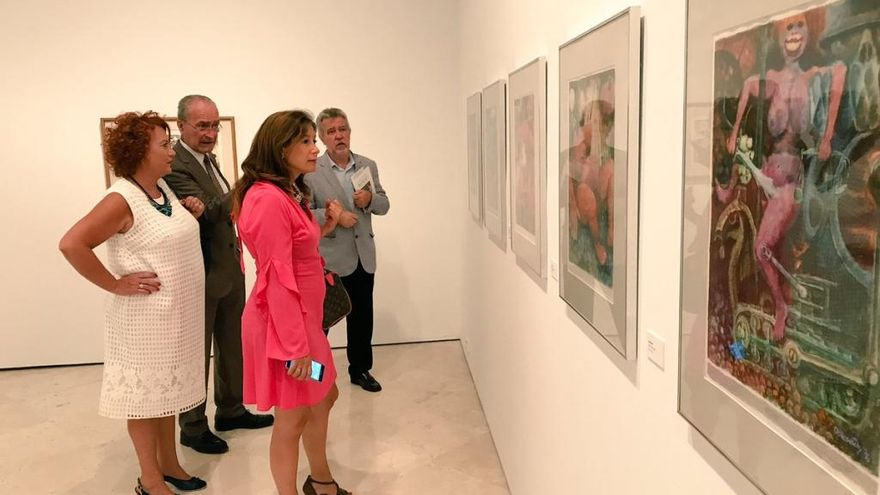
Sala de exposición, Inauguración de exihibición de Daniel Ponce Montuy en 2017

## Textos y poemas de Montuy
Además de pintor y muralista, Montuy era un ávido lector, y siendo discípulo y pupilo de Carlos Pellicer Cámara: El llamado Poeta de América, desarrolló también facilidad para la poesía, sin embargo a diferencia de su mentor, Montuy desarrolló una poesía subversiva y protestataria, de disconformidad contrastante a la poesía de Carlos Pellicer Cámara la cual era una poesía perteneciente a una generación previa la de admiración por el vasconcelismo y que exaltaba una modernidad mexicana romantizada, fetichizando y metaforizando el trópico húmedo del sur.
La poesía de Montuy (que pertenecía a otra época, a la época de los desencantos del unipartidismo priísta y los crímenes de lesa humanidad sexenales) es atrevida, combativa como su obra de caballete y mural, teniendo total congruencia con lo representado pero sin resultar repetitivo. Solía acompañar sus cuadros ya fuese en la parte trasera o al pie de la obra de poemas o reflexiones de su autoría y que a menudo legitiman aun más su obra, el espectador debe ver la obra de caballete de Montuy a ambas caras para comprenderla.
Los escritos y las notas relativas al tema predominan, pero no son descriptivos, una cualidad muy rara en un pintor, y a su vez una cualidad muy rara en un «poeta».
A continuación un poema de su autoría:

### El canto del Cisne
«VIEJA SOCIEDAD»
Homenaje a Arnulfo Romero y a los que cayeron con él.
Del uso apócrifo del lenguaje cierto palabra a palabra,
la intención manipulada a tu imagen beneficias,
vieja sociedad.
Celdas vacías, prisioneros muertos, cielos azules
adonde escapa mancillado tu odiado nombre: Libertad.
Tus mejores hijos en catedralicios escalones inmolados,
oídos sordos a lastimeros llantos de madres ignoradas
sevicia cuartelaria a todo anhelo que manifieste cambio...
Pero en la sangre derramada, contradictoria te envenenas
y ya en el horizonte escucho el graznido de los cuervos
y el canto agónico del cisne que se bate en retirada.
Vieja Sociedad:
¡A tu rostro arrojo la sangre de mis muertos!

## Lista de murales de Montuy en la Ciudad de México
- La Noche del jaguar. Biblioteca Enrique Ramírez y Ramírez, Delegación Venustiano Carranza. Año 1980-1982.
- La lucha de los contrarios. Delegación Venustiano Carranza. Año 1981.
- América en llamas. Delegación Venustiano Carranza. Año 1982.
- Dadme una palanca y destruiré al Mundo. Edificio de la Delegación Política Venustiano Carranza, Ciudad de México. Año 1982.
- Quienes somos la jauría. Edificio de la Delegación Política Venustiano Carranza, Ciudad de México. Año 1982.
- La rebeldía de los pueblos sojuzgados. Edificio de Gobierno de la Ciudad de México. Año 1984.
- A pesar de todo. Edificio de Gobierno de la Ciudad de México. Año 1985.

## Murales en Coatzacoalcos (dos)
- Horse Power. [Estado actual: extraviado; no se sabe si aún sobrevive el mural, nunca fue exhibido]. Distribuidora General Motors, Macro-Chevrolet. Dimensiones: 5×18 m, año 1994.

## Lista de murales de Montuy en Tabasco
- La Educación a través de la Revolución. INPI (Instituto Nacional de los Pueblos Indígenas, antes INI) Tucta, Nacajuca, Tabasco. Año 1973. Estado: deteriorado, en riesgo de vandalismo, sustracción o deterioro mayor, se encuentra semi al aire libre, cubierto por un techo de lámina e iluminación directa, luz caliente e intensa en las noches.
- Nuestro derecho cósmico a protestar. Escuela Normal Primaria Rosario María Gutiérrez Eskildsen (antes Escuela Normal de Maestros), Villahermosa, Tabasco. Año 1973.
- El hombre vive para escapar de la Muerte (también llamado: El Sacrificio). Vestíbulo del teatro universitario de la UJAT. Año 1975.
- División (o Historia) Política del Trabajo. Mural 1.  Actualmente: Centro Cultural de Cárdenas, antes primera sede de la Universidad Popular de la Chontalpa, después inmueble abandonado, posteriormente demolido y originalmente era la Casa de la Cultura de Cárdenas Tabasco. Año 1975.
- División (o Historia) Política del Trabajo. Dintel, panel 2. Actualmente: Centro Cultural de Cárdenas, antes primera sede de la Universidad Popular de la Chontalpa, después inmueble abandonado, posteriormente demolido y originalmente era la Casa de la Cultura de Cárdenas Tabasco. Año 1975.
- Enseñemos a nuestros hijos a ser como nosotros. Actualmente: Centro Cultural de Cárdenas, antes primera sede de la Universidad Popular de la Chontalpa, después inmueble abandonado, posteriormente demolido y originalmente era la Casa de la Cultura de Cárdenas Tabasco. Año 1975.
- El reino del egoísmo. Actualmente: Centro Cultural de Cárdenas, antes primera sede de la Universidad Popular de la Chontalpa, después inmueble abandonado, posteriormente demolido y originalmente era la Casa de la Cultura de Cárdenas Tabasco. Año 1976. Estado: Inacabado por falta de presupuesto (esto lo menciona Montuy en su libro Heredarás el Universo. Estado actual: dañado cuando se desmontó para demoler el edificio de la Casa de Cultura en Cárdenas, pero actualmente se exhibe en el 2do.piso.).
- Patria nueva. [Destruido por demolición] Casino del Pueblo, Tenosique, Tabasco, México (mural extraído, perdido o desaparecido). Fue comisionado por el presidente Municipal de Tenosique: Manuel Llergo Heredia (1974-1976). Dimensiones: 5,50×11,30 m. Año 1976.
- La voluntad de mujeres y hombres es reflejo de la justicia social. 3 paneles. Antigua Secretaría de Finanzas de Villahermosa, Tabasco, después: SEDESPA, actualmente una filial de Finanzas estatal. Dimensiones: 5×7 m.  Año 1988.
- Los Puentes en Tabasco. Mural, antigua Secretaría de Finanzas de Tabasco, después: SEDESPA, actualmente una filial de Finanzas estatal. Dimensiones: 5×7 m, año 1989.
- Heredarás el Universo. Cámara de diputados, Congreso de la Unión de Tabasco, Villahermosa. Año 1991.
- El nacimiento de la conciencia del Universo. Hotel, Cencali, hoy Fiesta Inn Cencali. Superficie 320 metros cuadrados. Año 1993-1995.
- La libertad de expresión y los perros de la ira. Ya! FM 95.7, antes Edificio de la radiodifusora XEVA, Villahermosa, Tabasco. Año 1995.
- Magia e Historia del universo Maya precolombino. Planetario, Tabasco 2000 (este recinto contiene 5 murales), Villahermosa, Tabasco, (600 metros cuadrados). Años 1997-2000.
- La lucha por la integración de la unidad nacional y la supervivencia de nuestro universo. Biblioteca Manuel Bartlett Bautista, Zona de la Cultura, UJAT. Año 2002.

## Exposiciones colectivas
- 1961 Salón de la Plástica Mexicana, (en funcionamiento) Colima 196, Roma Norte, CDMX.
- 1961 Galería Chapultepec (cerrada), hoy Museo de Arte Moderno (MAM, México).
- 1962 Museo de Tabasco (cerrada), presentado por el poeta Carlos Pellicer (activo hasta 1970).
- 1971 Salón Verde del Museo del Palacio Nacional de Bellas Artes. (en funcionamiento). Exposición exclusiva para Tres Pintores Tabasqueños. Av. Juárez, Centro Histórico, Delegación Cuauhtémoc. CDMX.
- 1972 Galería de Arte Vivo (cerrada).
- 1973 Galería YOCA, Ciudad de México (Galería de Yolanda Canovi Acosta, cerrada).
- 1989 Polifuorum Cultural Siqueiros. Av. Insurgentes Sur 701, Nápoles, Benito Juárez CDMX (Cerrado temporalmente).

## Exposiciones individuales
- 1978 Galería de Arte Único, en la Ciudad de México (Cerrada).
- 1979 Galería Arte en el Tiempo, en la Ciudad de México (Cerrada).
- 1980 Museo del Centro Cultural Recreativo y de Esparcimiento Rafaela Padilla de Zaragoza, Inauguración. Puebla, México.
- 1983 The Art Department in conjunction with The Foreign Languages Department of The College of Arts and Sciences, Texas Southern University. Houston, Texas.
- 1982 En San Antonio, Texas, en la Audrey Taylor Gallery.
- 1983 San Diego, California. Hotel Hilton.

## Exposiciones póstumas
En Málaga, España
- 2008 en el Colegio Oficial de Médicos de Málaga (en funcionamiento). Calle Curtidores, 1.
- Aun sin fecha Galería Cartel (Cerrada), Galería de Manuel Ortega Arteaga. Calle Cortina del Muelle, 5.
- 2017 La Sociedad Económica de Amigos del País. Frente a la Plaza de la Constitución, 7.

## Premios
- Juchimán de Plata, año 1991. En reconocimiento a su obra plástica y mural. Es un galardón que otorga anualmente la Universidad Juárez Autónoma de Tabasco (UJAT) y el Gobierno del Estado de Tabasco.
- Hijo predilecto de Centla, H Ayuntamiento Constitucional de Centla, Tabasco. 31 de mayo de 2002.
- La Sabia del Edén. Premio póstumo, Tabasco, año 2006.